# أدين فراباك
أدين فراباك (بالصربية: Адин Врабац)‏ مواليد 27 يناير 1994 في سراييفو، هو لاعب كرة سلة بوسني. بدأ مسيرته الاحترافية في سنة 2013. يحمل الرقم 7. لعب مع تي بي بي ترير في الدوري الألماني لكرة السلة ونادي بارتيزان لكرة السلة في الدوري الصربي لكرة السلة.

## روابط خارجية
- أدين فراباك على موقع الاتحاد الدولي لكرة السلة (الإنجليزية)
- أدين فراباك على موقع الدوري الإسباني لكرة السلة (الإسبانية)
- أدين فراباك على موقع كرة السلة الأوروبية.كوم (الإنجليزية)
- أدين فراباك على موقع DraftExpress.com (الإنجليزية)
- أدين فراباك على موقع ريلجم (الإنجليزية)
- أدين فراباك على موقع بروبوليرز (الإنجليزية)
- أدين فراباك على موقع سبورتس رفرنس (الإنجليزية)